# Zhangixalus feae
Zhangixalus feae hay Ếch cây phê là một loài ếch trong họ Rhacophoridae. Chúng được tìm thấy ở Trung Quốc, Lào, Myanmar, Thái Lan, và Việt Nam.
Các môi trường sống tự nhiên của chúng là các khu rừng ẩm ướt đất thấp nhiệt đới hoặc cận nhiệt đới, các khu rừng vùng núi ẩm nhiệt đới hoặc cận nhiệt đới, sông, đầm nước, đầm nước ngọt, đầm nước ngọt có nước theo mùa, các vùng đô thị, ao, đất có tưới tiêu, và đất nông nghiệp có lụt theo mùa. Loài này đang bị đe dọa do mất môi trường sống.